# Stora Uringe naturreservat

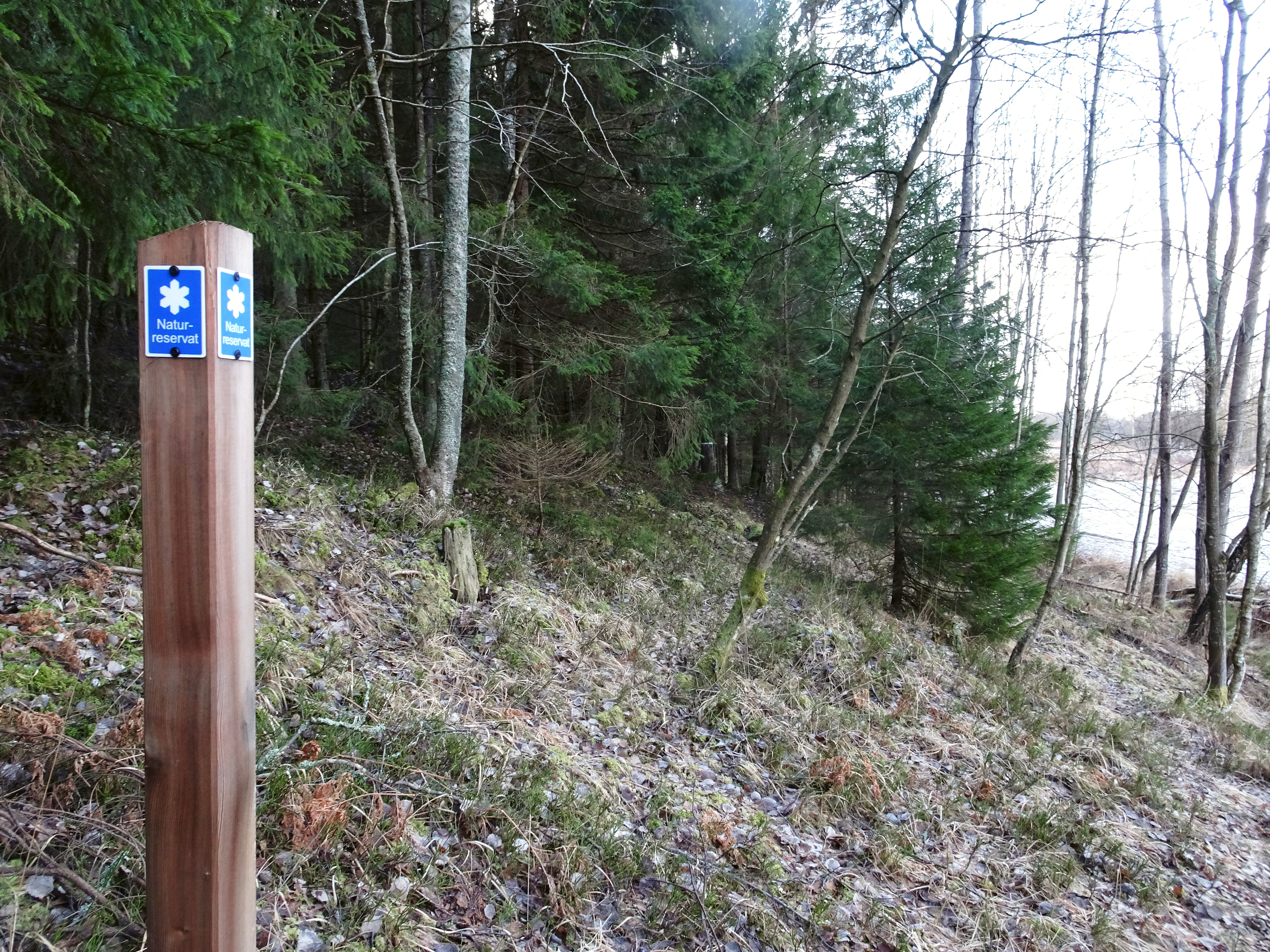
Stora Uringe naturreservat, 2018.

Stora Uringe är ett naturreservat i Botkyrka kommun, Stockholms län. Reservatet bildades år 2015 och omfattar 12,2 hektar övervägande skogsareal. Markägaren är DeLaval medan Länsstyrelsen i Stockholms län är förvaltare.

## Beskrivning
Stora Uringe naturreservat ligger ungefär 500 meter sydväst om Stora Uringe gård som gav reservatet sitt namn. Gården ingår dock inte i reservatet. Mot norr begränsas området av ett brant bergsparti och åkermark. Här rinner en mindre bäck ut i Uringeån som ringlar sig i öst-västlig riktning nedanför. I områdets sydvästra del finns en sumpskog med gran och klibbal. Själva reservatet består huvudsakligen av skog med äldre barrträd och inslag av lövträd som asp och björk. Området har under en längre tid fått utvecklas fritt och utan skogsbruksbruk varför det förekommer gott om död ved. Några markerade stigar finns inte.

## Bilder

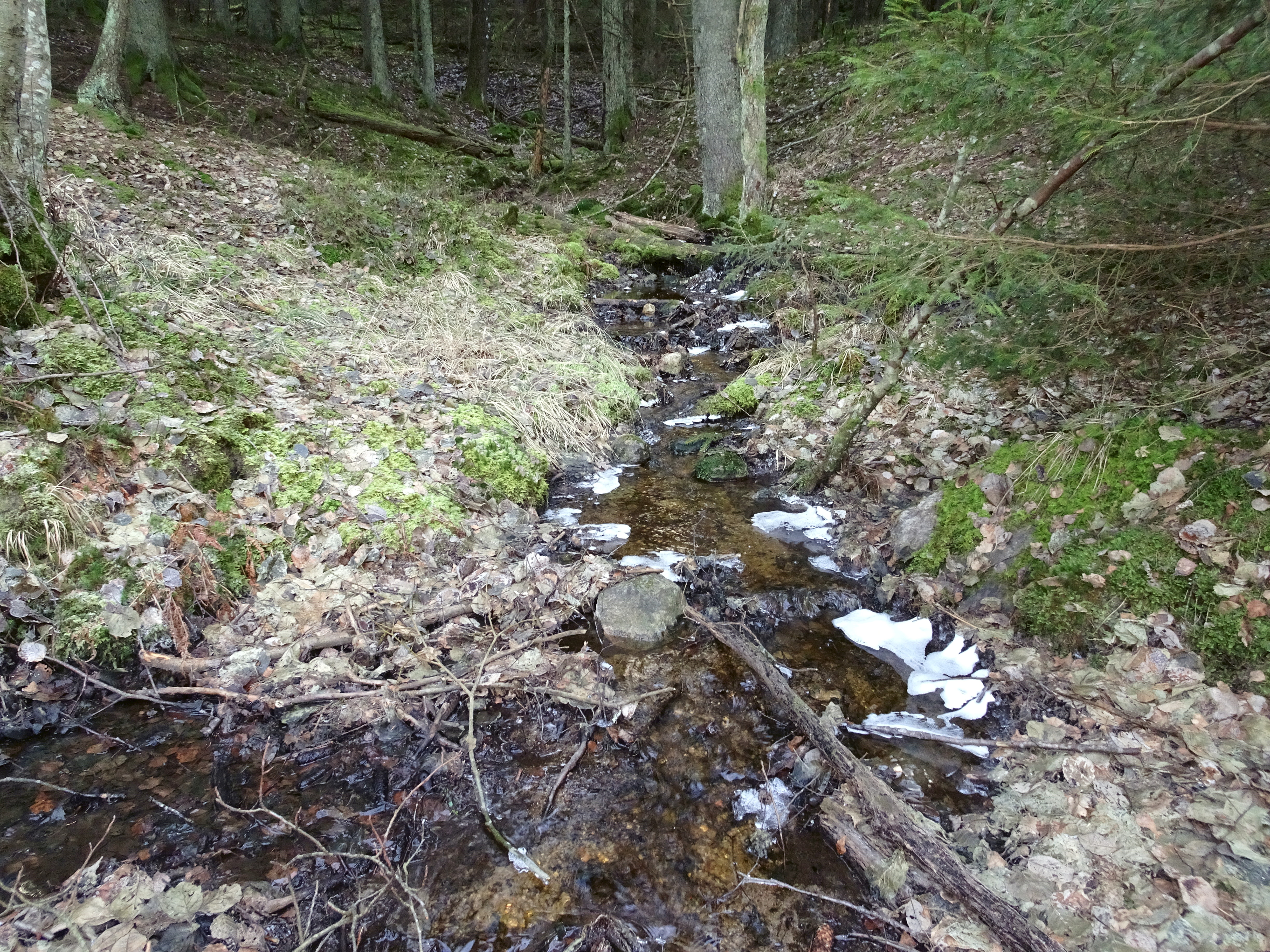
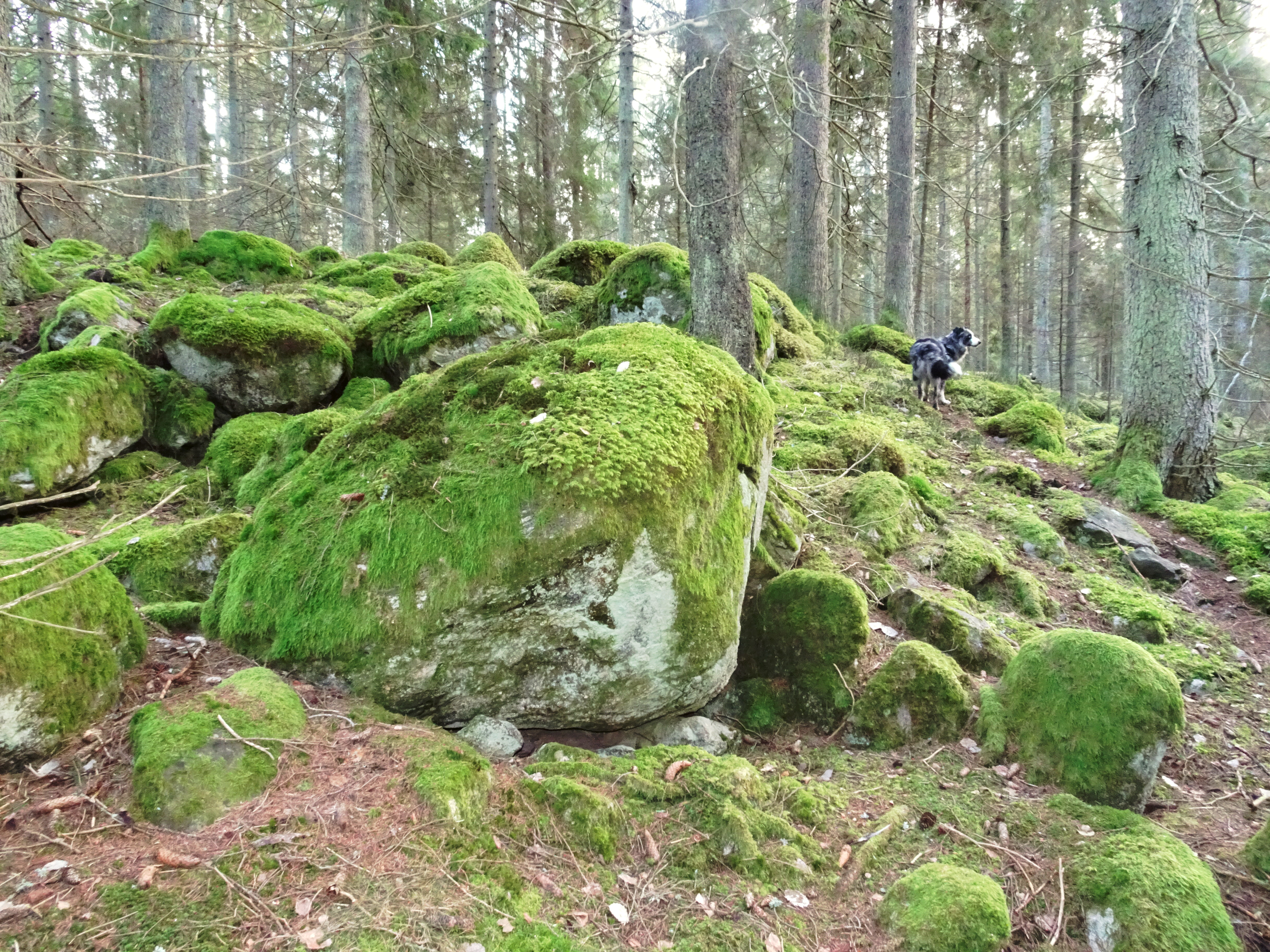
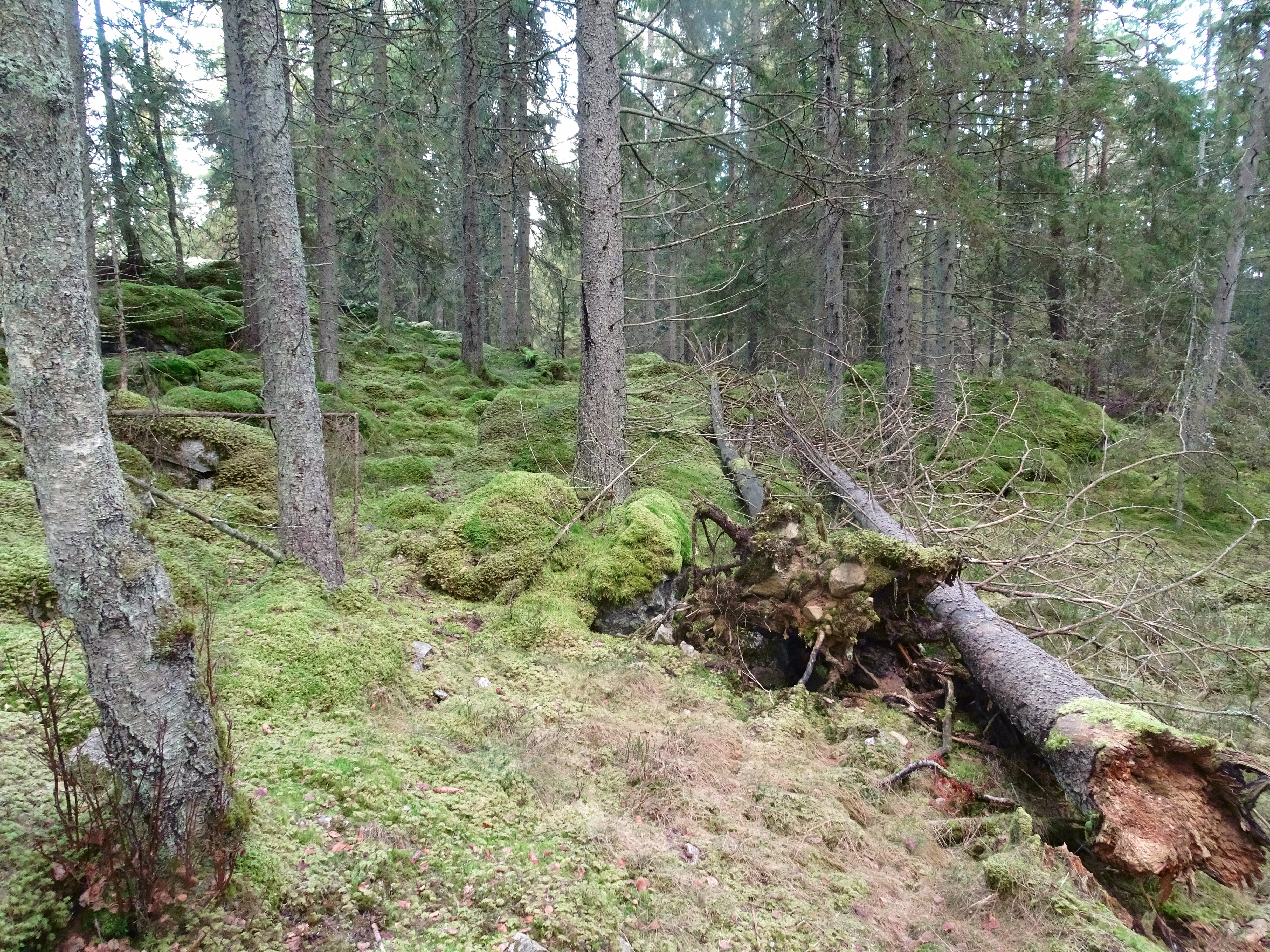